# راینهارد یرگل
راینهارد یرگل (به آلمانی: Reinhard Jirgl) نویسنده آلمانی و برنده مهم‌ترین جایزهٔ ادبی آلمان، جایزه گئورگ بوشنر ۲۰۱۰ است.

## زندگینامه
راینهارد یرگل در سال ۱۹۵۹ متولد شد. این نویسنده پس از آن که انتشارات دولتی «آلمان دموکراتیک» در سال ۱۹۸۵ از نشر اولین کتاب او به دلیل داشتن برداشت غیرمارکسیستی از رویدادهاً سرباز زد، سال‌ها تنهابرای دل خود نوشت و نگاشته‌هایش را در کشوی میز تحریرش پنهان کرد. این کتاب مادر پدر رمان عنوان داشت. عشق و نیاز به نوشتن در یرگل، با این حال چنان قوی بود که پس از چندی حتی از شغل پرمسئولیت و پردرآمد خود در رشتهٔ مهندسی برق دست شست و به عنوان نورپرداز در تئاتر مردمی آلمان مشغول به کار شد تا وقت کافی برای نوشتن بیابد. کتابمادر پدر رمان، نخستین اثر او بود که پس از فروپاشی دیوار برلین در سال ۱۹۸۹ درآلمان یک‌پارچه‌شده به چاپ رسید، ولی برای یرگل موفقیتی به ارمغان نیاورد.
یرگل در این کتاب به دورهٔ بازسازی آلمان شرقی پس از جنگ جهانی دوم می‌پردازد. گفتگوهای درونی، کابوس‌های بی‌انتها، هذیان‌های ناشی از یادآوری لحظات دهشتناک جنگ، خشونت، بمباران و روابط ناهنجار بین شخصیت‌های داستان، عناصر اصلی این رمان را می‌سازند. «من ـ راوی» این کتاب که مرتب در حال تغییر زاویهٔ دید خود است و نقل و نظراتش برای خواننده به دشواری قابل فهم و درک است، در آثار دیگر راینهارد یرگل نیز ظاهر می‌شود. این «من ـ راوی» در واقع خود نویسنده‌است که به تفسیر جهان پیرامون خود می‌نشیند و چون ناظری سخت‌گیر از ناهنجاری‌های پریشان‌کننده‌ی‌آن انتقاد می‌کند. پیچیدگی ابراز این انتقاد همه‌سویه، وجه مشخصهٔ کارهای راینهارد یرگل است.
یرگل در این سال‌ها، شش رمان پرحجم نوشت که هیچ‌یک از آن‌ها در آلمان شرقی اجازهٔ انتشار نیافت. دومین کتاب او با عنوان «خداحافظی با دشمنان» که در سال ۱۹۹۳ در انتشاراتی معتبر «هانزر» منتشر شد، جایزهٔ ادبی آلفرد دوبلین را از آن او ساخت. یرگل در این کتاب به دورهٔ پرتلاطم پس از جنگ جهانی دوم تا سال‌های دههٔ نود در آلمان دموکراتیک می‌پردازد. این رمان برخلاف عنوانش، از صلح و آشتی خبر نمی‌دهد. شخصیت اصلی داستان، از «خصمی» سخن می‌گوید که با ناپدیدشدنش، "شادی را هم از زندگی آنان دزدید: «وقتی شرَ از بین رفت، نوبت آن فرارسید که انسان‌ها یکدیگر را تکه‌پاره‌کنند.»
یرگل در این کتاب با زبان و سبک خاص خود، از نبود امنیت و ثبات، ترک عادت‌های نیک و مکان‌های آشنا که بی‌اطمینان و ناآرامی به‌همراه می‌آورد، شکوه می‌کند. او به‌ویژه از انسان‌هایی که در این درگیری‌ها جان و مال و عشق و حیثیت خود را از دست داده‌اند، یاد می‌کند تا «خاطرهٔ آنان را جاودان سازد.»
قهرمانان رمان «سرگذشت انسان‌های ناتمام» که در سال ۲۰۰۳ منتشر شد، با شخصیت‌های کتاب «خداحافظی با دشمنان»، وجوه مشترک بسیاری دارند. کلاوس رایشرت، رئیس کلاوس رایشرت، رئیس «آکادمی زبان و شعر آلمان»: «یرگل نویسنده‌ای است که با شور و حساسیت زیاد دربارهٔ رویدادها و فجایع قرن بیستم می‌نویسد این کتاب که در سه بخش تنظیم شده، به زندگی سه نسل از یک خانوادهٔ آلمانی می‌پردازد که پس از جنگ جهانی دوم، در سال ۱۹۴۵ از شهری در چکسلواکی سابق رانده می‌شوند، بین سال‌های ۱۹۴۶ و ۱۹۸۸ در شرق آلمان از راه فروش کتاب زندگی می‌کنند و سرانجام در آستانهٔ قرن جدید در برلین، بدون به‌جا گذاشتن اثری از خود، از بین می‌روند. سرگذشت این سه نسل در زندگی سه شخصیت داستان، هانا، آنا و «من ـ راوی» که در بخش سوم ظاهر می‌شود، بازتاب می‌یابد. این انسان‌ها، که ناخواسته در جریان رویدادهای پرفراز و نشیب تاریخی و اجتماعی قرار می‌گیرند، هرگز فرصت تحقق بخشیدن به آرزوها و رویاهای خود را نمی‌یابند.

## دستمایهٔ رمان‌ها
یرگل اغلب پیامدهای ویرانگر جنگ، رکود اقتصادی، کوچ‌کردن‌های ناگزیر، تحت تعقیب بودن و نیز اعمال فشار دولتی و درگیری‌های فردی با حکومتی دیکتاتورمنش را دستمایهٔ کارهای خود قرار می‌دهد. نوک تیز انتقاد او، به‌ویژه نظام خودکامه‌ای که بر آلمان شرقی حاکم بود، نشانه می‌گیرد. او هنگام دریافت جایزهٔ خود از «جو خفقان‌آور» حاکم بر این نظام سخن گفت: «این جو کاملاً مساعد بود که از انسان‌ها، نمونه‌هایی ریاکار، فرصت‌طلب، جاسوس وخبرچین بسازد.» پناه‌بردن به گوشهٔ دنجی در کتابخانهٔ خانوادگی، یرگل را در آن سال‌ها از درگیرشدن با رژیم مصون داشت. خواندن کتاب، به گفتهٔ او «آنتی‌بیوتیکی‌بود بر ضد ابتلا به عفونت زندگی‌ای در حال فاسد شدن.»
راینهارد یرگل نیز، هر چند تا به‌حال به عنوان نویسنده‌ای مطرح جوایز ادبی بسیاری را از آن خود ساخته‌است، ولی از نظر مالی در تنگناست و نمی‌تواند تنها با فروش رمان‌هایش، آرزوی بزرگ خود (نوشتن) را تحقق بخشد. او که از سال ۱۹۹۶ از کار در «تئاتر مردمی آلمان» استعفا کرده تا تنها به امر نگارش بپردازد، در پایان سخنرانی خود در مراسم اهدای این جایزه، به این نکته اشاره کرد و گفت: «این جایزه برای من هم یک هدیه و هم یک دلگرمی است. برای این که می‌توانم از این پس تنها به کار نوشتن بپردازم.»

## جوایز
- جایزه گئورگ بوشنر۲۰۱۰

مسئولان «آکادمی زبان و شعر آلمان» که جایزهٔ ۴۰ هزار یورویی «گئورگ بوشنر» را از آن او ساخته‌اند، در متن‌های این نویسنده همین «انتقادات پیچیده» را برجسته می‌کنند: «انتقادهای یرگل، اغلب دردآورند. فهم روابط در رمان‌های او دشوار است. نثر یرگل، به‌راحتی قابل خواندن نیست.» رئیس «آکادمی زبان و شعر آلمان»، کلاوس رایشرت (Klaus Reichert)، یرگل را نویسنده‌ای می‌داند که با «شور و حساسیت زیاد دربارهٔ رویدادها و فجایع قرن بیستم» می‌نویسد. او می‌گوید: «ما آگاهانه نویسنده‌ای را برگزیدیم که در استفاده از زبان جسارت به‌خرج می‌دهد و آثاری عرضه می‌کند که به سادگی قابل هضم نیستند.»
یرگل، خود معتقد است که رمان‌های او نه دشوار، بلکه «تفکربرانگیزند» و باید با «حوصله خوانده شوند.»
- جایزه آلفرد دوبلین ۱۹۹۳

## آثار
- مادر پدر رمان (۱۹۸۴)
- خداحافظی با دشمنان (۱۹۹۳)
- سرگذشت انسان‌های ناتمام (۲۰۰۳)